# Czwarta Rano
Czwarta Rano – kabaret utworzony w 2015 r. we Lwowie. Lwowski Kabaret Artystyczny do 15 kwietnia 2018. Obecnie Lwowski Kabaret Artystyczny "Czwarta Rano". Kabaret tworzą artyści polscy i ukraińscy. Premiera pierwszego programu pod tytułem "Kumpel ze Lwowa" odbyła się we Lwowie na scenie restauracji "U Baczewskich" w Sylwestra 2015 roku.

## Skład zespołu
Scenarzysta, autor tekstów i reżyser Sławomir Gowin.
- Oksana Szulba
- Natalia Kuchar
- Dmytro  Karsznewycz
- Wiktor Lafarowicz
- Dmytro Chwostenko
- Paweł Tur

Strona muzyczna Grigorij Skałozubow.

Choreografia Julia Skyba.
Wśród wykonawców znaleźli także Marta Kułaj, Ołesia Gałkanowa-Łań, Anna Bratsuk, wokalistka Tetiana Dżumak.

Zespół muzyczny współtworzyli Andrij Soroka, Andrij Jaszczuk i Taras Jacyszyn.

## Koncepcja kabaretu
Lwów był skazany na kabaret, kabaret zaś był skazany na Lwów.

Projekt miał na celu nawiązanie do bogatych tradycji lwowskiej kultury tworzonej do 1939 przez artystów żydowskich, polskich i ukraińskich na licznych scenach kabaretowych działających we Lwowie od początku XX wieku, a także na antenie lwowskiego radia w okresie przedwojennym. Kabaret artystyczny ma charakter literacki, niekiedy refleksyjny, wykorzystuje rozmaite inspiracje i sięga po tematy, które nie zawsze kojarzą się z popularną rozrywką. Jego adresatem jest publiczność pragnąca się zarówno uśmiechnąć, jak też zamyślić się i uronić sentymentalną łzę.

## Programy kabaretu

### Kumpel ze Lwowa
Program "Kumpel ze Lwowa" osnuty jest wokół zabawnych perypetii Polaka Stacha i Ukraińca Dmytra, których doświadczają właśnie we Lwowie. Tu po raz pierwszy zabrzmiał monolog Sławomira Gowina Jak pieścić wieszcza.
Kierownikiem muzycznym pierwszego programu był Eugeniusz Majchrzak, akompaniator, kompozytor i aranżer, który współpracował m.in. z Anną German i Czesławem Niemenem. Muzykę tworzyli ponadto Stanisław Wielanek i Maciej Wróblewski, korzystano też z kompozycji ukraińskich m.in. W. Iwasiuka.
Przedstawienia grano w dwóch wersjach językowych – po polsku, a także częściowo po ukraińsku. Przekładu dokonał tłumacz i dziennikarz Andrij Karpinski.

### Dziewczyna i generał
To sceniczna opowieść o życiu Iryny Jarosiewicz, Ukrainki i lwowianki, którą wojenne losy poprowadziły tak, że zakochała się w polskim generale, sławnym bohaterze wojennym Władysławie Andersie. Iryna Jarosiewicz była wybitnie utalentowaną piosenkarką i aktorką, znaną pod pseudonimem scenicznym Renata Bogdańska. Przybrała go w początkach kariery, by nie łączyć swych estradowych poczynań z nazwiskiem ojca, znanego we Lwowie duchownego greckokatolickiego. Swój pseudonim związała z imieniem wielkiego przyjaciela z młodości, dla którego była ukochaną muzą – Bogdana Wesołowskiego. To za jego namową stawiała pierwsze kroki na scenie, śpiewała jego utwory we wczesnej młodości i później, w dojrzałym wieku w Londynie oraz innych miastach Europy i Ameryki.
W 1940 dołączyła do działającego we Lwowie zespołu Henryka Warsa, złożonego z najwybitniejszy artystów kryjących się przed Niemcami. Niebawem, podczas tourne po ówczesnym Związku Sowieckim, śpiewała wśród nich po polsku, ukraińsku i rosyjsku zdobywając coraz większe uznanie. Opuściła ZSRR wraz z Armią Andersa i pokonując wraz z nią cały szlak bojowy, dotarła do Londynu, gdzie mieszkała do końca życia, wracając często we wspomnieniach i na scenie do swoich lwowskich korzeni. W historii jej życia jest wszystko co na scenie może bawić i wzruszać – wielka wojna, wielka miłość, wielka muzyka i wielka tęsknota.

### Lwowska Loża Wielkiej Ćmagii
Lwowskie Wieczory Kabaretowe z humorem, wierszem i piosenką.